# Al-Kabri
Al-Kabri (arabisch الكابري, DMG al-Kābirīⓘ) war ein palästinensisch-arabisches Dorf in Galiläa, gelegen etwa 12,5 km nördlich der Hafenstadt Akkon. Es wurde am 21. Mai 1948, eine Woche nach der Staatsgründung Israels, von der zionistischen Miliz Hagana eingenommen.
Laut Aufzeichnungen von 1945 hatte al-Kabri eine Bevölkerung von 1.530 Einwohnern und eine bewirtschaftete Agrarfläche von 20.617 Dunam. In unmittelbarer Nähe befindet sich die archäologische Stätte Tel Kabri, die aus vorchristlicher Zeit stammt. Heutzutage erstreckt sich der Kibbuz Kabri über einen Großteil des ehemaligen al-Kabri-Gebiets.

## Geschichte

### Zeit der Kreuzzüge
Im 13. Jahrhundert war al-Kabri den Kreuzfahrern als "Le Quiebre" bekannt und gehörte zum Lehnsgut Casal Imbert (az-Zeeb). Im Jahre 1253 vergab König Heinrich I. von Zypern die gesamten Ländereien Casal Imberts, einschließlich Le Quiebres, an Johann II. von Beirut. Nicht viel später, im Jahre 1256, verpachtete Johann II. az-Zeeb und alle von ihm abhängigen Siedlungen, also auch Le Quiebre, für zehn Jahre an den Deutschen Orden. Az-Zeeb wurde 1261 schließlich zusammen mit Le Quiebre an den Deutschen Orden verkauft, im Gegenzug für eine jährliche Summe, solange Akkon in den Händen der Kreuzfahrer blieb. Al-Kabri wurde 1238, immer noch unter Herrschaft der Kreuzfahrer, als "al-Kabrah" erwähnt. Letzterer Name wurde als Teil einer Hudna (Waffenstillstand) zwischen den Kreuzfahrern von Akkon und dem Mamlukensultan al-Mansur Qalawun erwähnt.

### Zeit der Mamluken
Al-Maqrizi nach gehörte das Dorf 1291 bereits den Mamluken und wurde im selben Jahr im Rahmen Sultan Chalils Spende des Einkommens al-Kabris für das Jahr als „al-Kabira“ erwähnt.

### Osmanische Zeit
Kabri kam unter osmanische Herrschaft, als das Osmanische Reich 1517 weite Teile der Levante eroberte. In den Steuererfassungen im Jahr 1596 wurde al-Kabri zur Verwaltungseinheit Nahiya Akka gezählt und war damit Teil der größeren Verwaltungseinheit Sandschak  Safad. Die Dorfbewohner hatten einen fixen Abgabeanteil von 25 % auf Agrarprodukte zu leisten, darunter; Weizen, Gerste, Sommergetreide, Baumwolle, Bienenstöcke und/oder Ziegen; insgesamt 1.691 Akçe. 7/12 des Umsatzes wurden einem Waqf gutgeschrieben.
In Pierre Jacotins Karte von 1799 hieß das Dorf Kabli (siehe Bild). Der Ort war für seine Wasserquellen bekannt, darunter ʿAyn Mafschuh, ʿAyn Fawwar, ʿAyn al-'Asal, und ʿAyn Kabri. Die Mehrzahl an Süßwasserquellen machte al-Kabri zur Hauptwasserquelle in der Nahiya Akka. Antike Aquädukte transportierten Wasser von den Quellen al-Kabris nach Akkon – zwei zusätzliche Leitungen ließen Cezzâr Ahmed Pascha 1800 und von Sulayman Pasha al-Adil 1814 erbauen.
1875 besucht Victor Guérin das Dorf:
Viele der Häuser wurden aus gutem Material erbaut, welches sehr alt scheint. Sie bestehen aus sorgfältig geschnittenem Stein, vermischt mit einfachem Schotter, perfekt verbunden durch kleine Steine, welche das Ganze zu Einem verbinden und es kompakt machen. Die Stelle einer alten Kirche, nun komplett in Ruinen stehend, ist noch zum Teil erkennbar. Viele Säulen und einige mittelgroße Bausteine wurden entfernt. Über dem Dorf sind Häuserruinen, die zeigen, dass dieser Ort vor geraumer Zeit bevölkerungsreicher war.
Fünfundzwanzig Gehminuten entfernt von El Kabry findet sich eine Quelle namens Neba Fawara, die früher in ein Becken floss, von dem nun nur noch das Fundament erkennbar ist, entströmt ihr ein beachtlicher Wasserlauf, welcher einige Gärten bewässert. Riesengroße Feigenbäume zeigen die herausragende Fruchtbarkeit dieser Erde. Ein wenig weiter laufe ich an Bögen vorbei, auf deren Gesamtheit hohe Sträucher wachsen - erstere formen einen Teil des Aquädukts von El Kabry. Der Boden hebt sich hier, so dass der Kanal, der von den Bögen getragen wird, auf derselben Ebene wie der Boden ist. Daraufhin verschwindet dieser, um später wieder auf Bodenhöhe aufzutauchen. El Kabrys Lage ist dank seiner wertvollen Quellen höchst vorteilhaft. Aufgrund dieser muss wohl immer eine mehr oder weniger beträchtliche Ansammlung an Häusern hier gewesen sein. Der Name Kabry zeigt, dass dieser Ort zuvor Gobara hieß, ein Name, den Josephus einem anderen Ort in Galiläa verlieh. Das Dorf enthält zwei üppige Quellen; eine, welche Wasser in einem Becken, ähnlich dem bei Et Tell, empfängt. Das Wasser läuft daraufhin durch eine eingearbeitete Öffnung bergab, um Mühlen anzutreiben und Gärten zu bewässern. Die zweite Quelle entspringt einer Art Felsengewölbe, in welches man durch Treppen herabsteigt und versorgt den Aquädukt, welcher, zumalen unterirdisch, zumalen auf Grundhöhe und zumalen durch Bögen getragen Akka mit Wasser versorgt. Von Cezzar Pascha restauriert, hat der Aquädukt seinen Ursprung in einem noch älteren, von dessen Spuren noch erkennbar sind.

Nicht weit von hier ist eine dritte Quelle, namens ʿAin Jatun - von gleicher Wichtigkeit - welche das sprichwörtlich ertragreiche Land von El Kabry befruchtet.
1881 beschreibt der PEF in seiner ‘‘Survey of Western Palestine’’, zu Deutsch: ‘‘Vermessung Westpalästinas,’’ das Dorf als, sinngemäß: „aus Stein erbautes Dorf, etwa 400 Moslems umfassend, gelegen an der Grenze einer Ebene, mit Gärten von Ölbäumen, Feigen und Brombeeren, Äpfeln und Granatäpfeln; hier ist eine große Quelle und ein Becken, bei welchem der Aquädukt, welcher das Wasser von ʿAkka liefert, anfängt.“
Eine Bevölkerungsliste von 1887 zählt für ‘‘el Kabry’’ 690 Einwohner, alles Muslime.

### Britische Mandatszeit
Im Zensus Palästinas von 1922, von britischen Mandatsbehörden durchgeführt, hatte al-Kabri eine Bevölkerung von 553, alle muslimischen Glaubens. In der Volkszählung 1931 sind es 728 Muslime in 173 Häusern. Während dieser Zeit bestanden die Häuser al-Kabris aus Stein, Lehm und verstärktem Beton. Das Dorf barg eine Moschee und eine Grundschule für Jungen. Die Wirtschaft basierte vor allem auf Landwirtschaft – die Dorfbewohner kultivierten Oliven, Zitrusfrüchte und Bananen und hielten Vieh.
In der Statistik von 1945 zählt al-Kabri 1.530 Einwohner – weiterhin nur Personen muslimischer Religionszugehörigkeit. Zusammen mit dem nahegelegenen Tarschiha umfassten die Dörfer 47.428 Dunam Fläche. Davon bestanden 743 Dunam aus Land mit Zitrusfrüchten und Bananen. 5.301 Dunam waren Plantagen und Ackerflächen und 14.123 Dunam Getreideacker, während 252 Dunam urbane Fläche waren.

#### Bürgerkrieg 1947–1948
Nachdem die Briten der vielen Todesopfer durch antibritischen Terror und Kosten ihres Mandatsauftrags zur Verwaltung Palästinas überdrüssig diesen an die UNO, als Nachfolgerin des Völkerbundes, zurückgaben, fasste diese Beschlüsse für die Zukunft des Landes. Gemäß den Bestimmungen von 1922 für das Völkerbundsmandat für Palästina war die jüdische Heimstatt zu fördern und zu wahren, wie die Rechte der arabischen Nichtjuden im Lande, doch angesichts der Gewalt zwischen den Volksgrupppen sah die UNO die jüdische Heimstatt in einem binationalen Palästina eben eher nicht gesichert.
Darauf beschloss am 29. November 1947 die Mehrheit der Mitgliedsstaaten der UNO einen UN-Teilungsplan für Palästina, der vorschlug das Mandatsgebiet nach Art eines Schachbrettes zu teilen in drei Gebiete eines Staats für Juden, drei Gebiete eines Staats für nichtjüdische Araber plus einer arabischen Exklave (Jaffa) und inmitten des Flickenteppichs das Corpus separatum Jerusalem unter internationaler Kontrolle. Eine Aufteilung, die sehr viele Wohlwollen der Nachfolgestaaten Mandats-Palästinas erfordern würde, auch andernfalls war niemand aus der UNO bereit, diesen Vorschlag durch Friedenstruppen durchzusetzen. Für den Fall der Umsetzung der Gründung eines jüdischen Staates kündigten das Königreich Ägypten, das Königreich Irak, der Libanon, Syrien und Transjordanien, verbunden in der Arabischen Liga, die Invasionen ihrer Streitkräfte an, die sie weder diesen UN-Teilungsplan noch eine davon abweichende mit der Gegenseite verhandelte Teilung anerkennen wollten, sondern ihr Waffenglück die künftige Aufteilung des ehemaligen Mandatsgebiets bestimmen lassen wollen. 
Darauf mühten sich die nationalen Bewegungen im Lande – antizionistische überwiegend nichtjüdische einenteils und andernteils zionistische überwiegend jüdische Palästinenser – darum, auch mit Gewalt Positionen und Posten einzunehmen bzw. zu halten, die in Beförderung bzw. Abwehr er angekündigten arabischen Invasionen strategisch wichtig erschienen, was sich zum Bürgerkrieg zwischen arabischen und jüdischen Palästinensern (Dezember 1947─Mai 1948) auswuchs. Seit Januar 1948 blockierten al-Kabris Dorfmilizionäre zusammen mit eingesickerten ausländischen Kämpfern der Arabischen Befreiungsarmee auf der historischen Landstraße Damaskus–Akkon allen Verkehr von und nach Jechiʿam, einem etwa acht Kilometer weiter ostwärts gelegenen Kibbuz, den Kämpfer aus Dorfmilizen und Befreiungsarmee seit 20. Januar belagerten.  
Al-Kabri wurde zunächst stark von dem Palmach-Überfall auf das Dorf in der Nacht vom 31. Januar auf den 1. Februar 1948 erschüttert, in dem das Haus der Muhammad al-Husayni verbundenen bekannten Persönlichkeit Fares Efendi Sirhan teilweise durch eine große Explosion zerstört wurde. Danach flohen Sirhan und seine Familie in den Libanon. Am 27. März 1948 wurde ein Konvoi, der dem belagerten Kibbutz Jechiʿam Vorräte und Nachschub liefern sollte, bei Passage al-Kabris überfallen, wobei 46 Haganamitglieder und sechs Araber getötet wurden.
Im April 1948 hat die Hagana einen ersten Grundplan für einen Einsatz namens „Ehud“ vorbereitet, der Angriffe auf al-Kabri, an-Nahar, al-Bassa und az-Zeeb zwecks „Zerstörung der Banden, Mannsvolks, [und] der Zerstörung von Besitztum“ vorsah. Jaʿaqov Pundaq, ein Haganakommandant des 21. Bataillons der Carmelibrigade, welche für das Gebiet um Naharija, im Rahmen des UN-Teilungsplans für Palastina von 1947 als Teil eines arabischen Staates geplant war, verantwortlich war, hat wiederholten Schaden am nahegelegenen Kabri-Aquädukt verursacht, der Hauptwasserquelle für Akkon. Angesichts erfolgreicher Wiederaufbaumaßnahmen durch Araber hat Pundaq die dortigen Gewässer mit Typhus- und Diphtheriebakterien verseucht. Dies war womöglich der ernsthafteste Gebrauch biologischer Kriegsführung Israels im Jahre 1948.

### Israel
Streitkräfte Ägyptens, des Iraks, des Libanons, Syriens und Transjordaniens überschritten die Landesgrenzen und begannen am 15. Mai 1948 den Krieg um Israels tags zuvor erlangte Unabhängigkeit, allerdings auf Schauplätzen fern von al-Kabri. Im Zuge der am 17. Mai begonnenen israelischen militärischen Operation Ben-ʿAmmi eroberten Hagannah-Kämpfer al-Kabri wahrscheinlich in der Nacht vom 20. auf den 21. Mai in der zweiten und letzten Phase dieser Operation. Die meisten Einwohner des Dorfes waren bereits geflüchtet, als es eingenommen wurde, ein Geschehen das als al-Kabri-Massaker in die Geschichte einging. Der Nachrichtendienst der Haganna, Scherut Jediʿot, hatte Namen von Kämpfern ermittelt, welche die Arabische Befreiungsarmee für ihre Taten beim Konvoi-Überfall vom März des Jahres mit militärischen Auszeichnungen geehrt und lobend erwähnt hatte.
Die Haganna-Soldaten im Dorf ermittelten die Identität von am Ort angetroffenen Einwohnern und teils auf ihrer Flucht in Galiläa gefangen genommenen Dorfbewohnern, die nach al-Kabri zurückgebracht worden waren, um zu ermitteln, ob sie am Konvoi-Überfall beteiligt waren oder nicht, worauf die israelischen Militärs manche als Vergeltung töteten. Laut Walid Khalidi wurden eine „unbekannte Anzahl von Dorfbewohnern gefangen genommen und einige getötet“, während andere andernorts in Galiläa getötet wurden, als man ihre Identität feststellt hatte, nachdem man sie auf der Flucht aufgegriffen hatte.
Mit ihren Waffenstillstandsabkommen von 1949 markierten Ägypten, Libanon, Syrien und Transjordanien ihre durch Waffenglück bestimmte Teilung Palästinas mit dem Gegner Israel durch die Grüne Linie, wenn auch anders als sie es erwartet hatten, womit al-Kabri bei Israel blieb. Statt Frieden zu schließen, ließen sie alles Übrige offen und weitere Waffengänge folgen. Ägypten und Jordanien scherten 1979 bzw. 1994 aus dieser Kriegsfront aus und schlossen mit Israel Frieden. Dem palästinensischen Historiker Walid Khalidi nach waren 1992 von al-Kabris Bauten „bröckelnde Mauern und Steinschotter, von Dornen, Kraut und Sträuchern bewachsen“ geblieben. Ein Kibbuz mit gleichem Namen, Kabri, wurde im angrenzenden Land erbaut, welcher ebenfalls von Agrarwirtschaft geprägt ist.

## Geographie

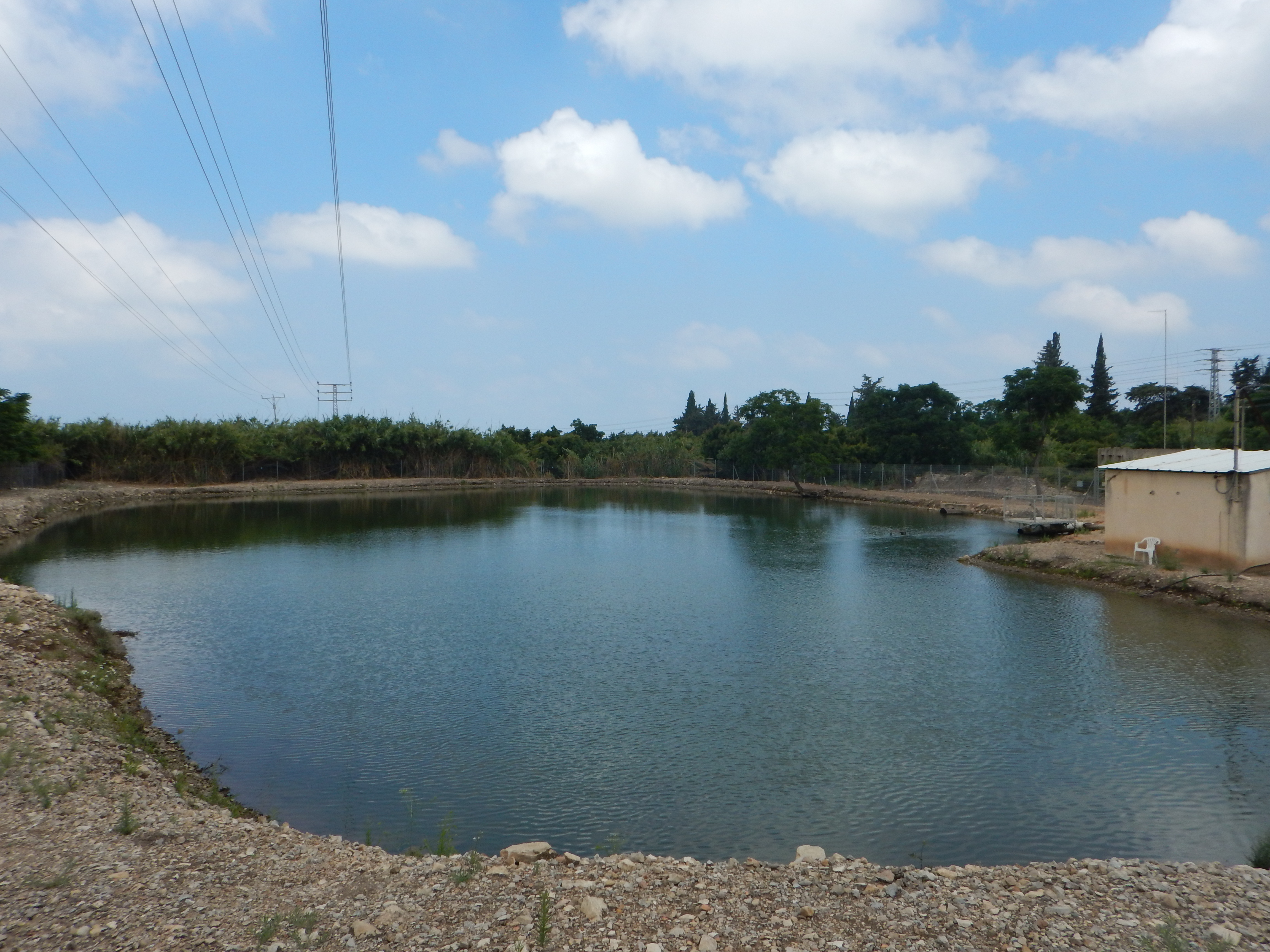
ʿAyn Fawwar – eine der Quellen al-Kabris

Al-Kabri befand sich am östlichen Ende der Küstenebene von Westgaliläa. Es war weniger als 5 km vom Mittelmeer entfernt und der Fluss Wadi Mafschuh lag südlich vom Dorf. Die am nächsten gelegene, heutige, Stadt ist Naharija, etwas weiter westlich. Al-Kabri beherbergte vier Quellen, ʿAyn Mafschuh, ʿAyn Fawwar, ʿAyn al-ʿAsal, und ʿAyn Kabri. Diese Quellen ziehen mindestens seit der Jungsteinzeit Siedler in die Region. Der Bereich um das Dorf umfasste Wälder, Hügel und Steinbrüche.